# NGC 6587
NGC 6587 is een elliptisch sterrenstelsel in het sterrenbeeld Hercules. Het hemelobject werd op 31 juli 1864 ontdekt door de Duitse astronoom Albert Marth.

## Synoniemen
- UGC 11166
- MCG 3-46-20
- ZWG 113.31
- NPM1G +18.0533
- PGC 61607